# شريكي
اسم العائلة شرقي هو لقب يهودي سفاردي مشتق من قلعة بلدية خيريكا في إسبانيا، بين سرقسطة وفالنسيا. وتتألف بدائل لأسمة العائلة Chriqui وChrequi وChreki، بالإضافة إلى سركي. وثق اسم شريكي كاسم لعائلة يهودي في المغرب في النصف الأول من القرن السادس عشر.
شرقي أو سركي،  هو نوع من الإشاراكية أو الاساركية، وبالكلمات العربية تعني «الشرقية / المواطن الشرقي». وفي شبه الجزيرة الأيبيرية ترتبط هذه المناطق بشاركيا، وهي الجزء الشرقي من إسبانيا الذي يغطي مناطق أليكانتي وألميريا وكارتاخينا في الوثائق الإسبانية القديمة، عثر على اثنين من الأسماء العربية اليهودية كأكساركي وإكساركينو. وتتألف الأشكال المحدودة من الأشريكية والإشريكية والكريكية والشريكية، وتم تسجيل إيشريكي وشوريكي في القرن الثامن عشر، وعثر على شريكي في القرن 19.
قد يشير إلى:
- ايمانويل شريكي (مواليد 1977)، ممثلة سينمائية وتلفزيونية كندية
- إيدان شريكي (مواليد 1981)، لاعب كرة قدم يهودي
- ليران شريكي (مواليد 1994)، لاعب كرة قدم يهودي
- شلومو شريكي (مواليد 1949)، رسام وفنان يهودي مغربي المولد